# Catechin
Catechin/ˈkætɪtʃɪn/ là flavan-3-ol, một loại phenol tự nhiên và chất chống oxy hóa. Nó là một chất chuyển hóa thứ cấp thực vật. Nó thuộc nhóm flavan-3-ols (hay đơn giản là flavanol), một phần của họ hóa học flavonoid.
Tên của họ hóa chất catechin có nguồn gốc từ catechu, đó là nước ép tannic hoặc chiết xuất đun sôi của Mimosa catechu (Acacia catechu Lf).

## Hóa học

Catechin được đánh số

Catechin sở hữu hai vòng benzen (gọi là vòng A và B) và vòng dị vòng dihydropyran (vòng C) với nhóm hydroxyl trên carbon 3. Vòng A tương tự như một nửa resorcinol trong khi vòng B tương tự như một nửa catechol. Có hai chiral tập trung vào phân tử trên cacbon 2 và 3. Do đó, nó có bốn diastereoisomers. Hai trong số các đồng phân có cấu hình trans và được gọi là catechin và hai loại còn lại có cấu hình cis và được gọi là epicatechin.
Đồng phân catechin phổ biến nhất là (+)-catechin. Các đồng phân lập thể khác là (-)-catechin hoặc ent-catechin. Các đồng phân epicatechin phổ biến nhất là (-)-epicatechin (còn được gọi dưới tên L-epicatechin, epicatechol, (-)-epicatechol, l-acacatechin, l-epicatechol, epi-catechin, 2,3-cis-epicatechin hoặc (2R,3R)-(-)-epicatechin).
Các epimer khác nhau có thể được phân biệt bằng cách sử dụng sắc ký cột chirus.
Tham chiếu đến không có đồng phân cụ thể, phân tử chỉ có thể được gọi là catechin. Hỗn hợp của các chất đối kháng khác nhau có thể được gọi là (+/-)-catechin hoặc DL-catechin và (+/-)-epicatechin hoặc DL-epicatechin.

Catechin và epicatechin là các khối xây dựng của proanthocyanidin, một loại tannin cô đặc.

Hình ảnh diastereoisomers
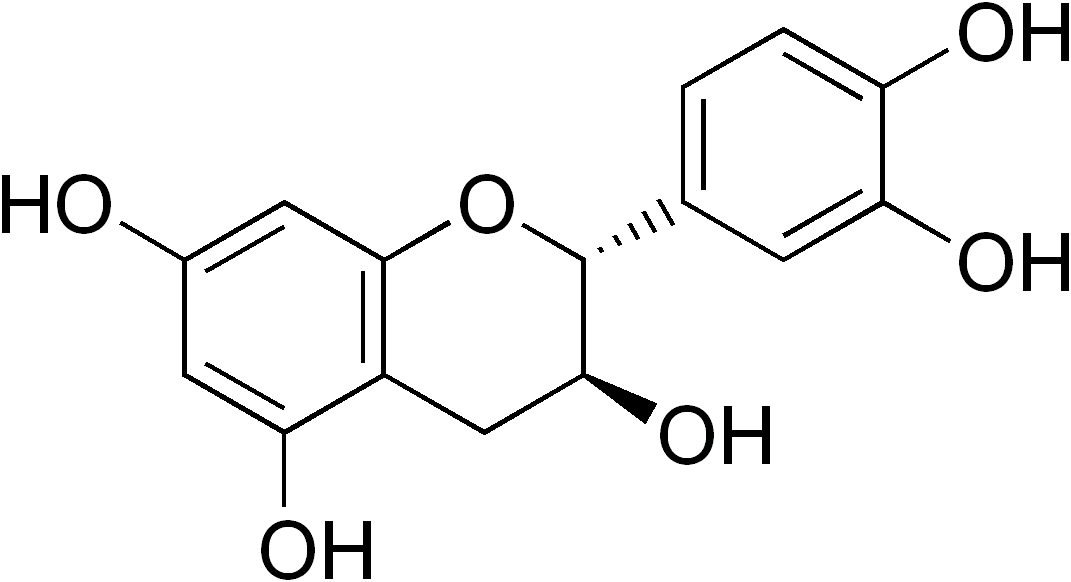
(+) - catechin (2 R, 3 S)
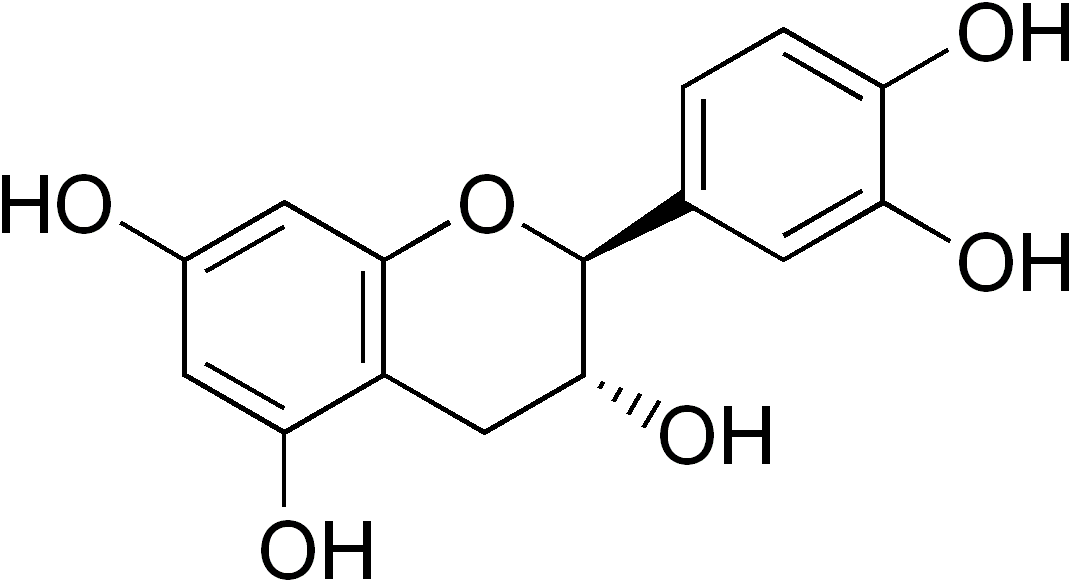
(-) - catechin (2 S, 3 R)
(-) - epicatechin (2 R, 3 R)
(+) - epicatechin (2 S, 3 S)

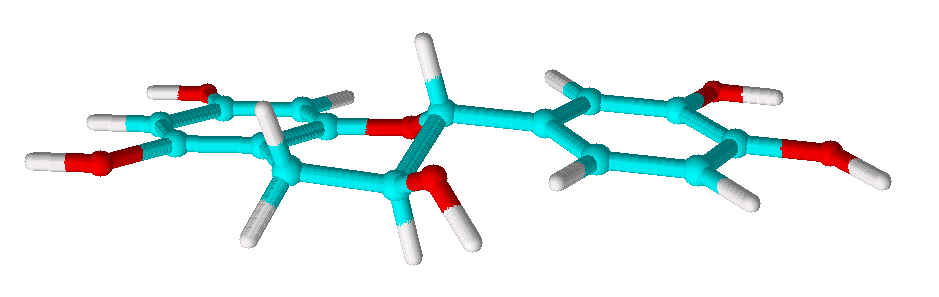
Chế độ xem 3D về cấu trúc "pseudoequatorial" (E) của (+) - catechin

Hơn nữa, tính linh hoạt của vòng C cho phép hai đồng phân hình dạng, đặt vòng B ở vị trí giả ngẫu nhiên (tuân thủ E) hoặc ở vị trí giả đồng trục (tuân thủ A). Các nghiên cứu đã xác nhận rằng (+) - catechin sử dụng hỗn hợp A- và E-tuân thủ trong dung dịch nước và trạng thái cân bằng về hình dạng của chúng đã được đánh giá là 33:67.
Là flavonoid, catechin có thể hoạt động như chất chống oxy hóa khi ở nồng độ cao trong ống nghiệm, nhưng so với các flavonoid khác, khả năng chống oxy hóa của chúng là thấp. Khả năng làm dịu oxy nhóm đơn dường như liên quan đến cấu trúc hóa học của catechin, với sự hiện diện của nửa catechol trên vòng B và sự hiện diện của nhóm hydroxyl kích hoạt liên kết đôi trên vòng C.

## Nghiên cứu hoạt động sinh học

### Chức năng mạch máu

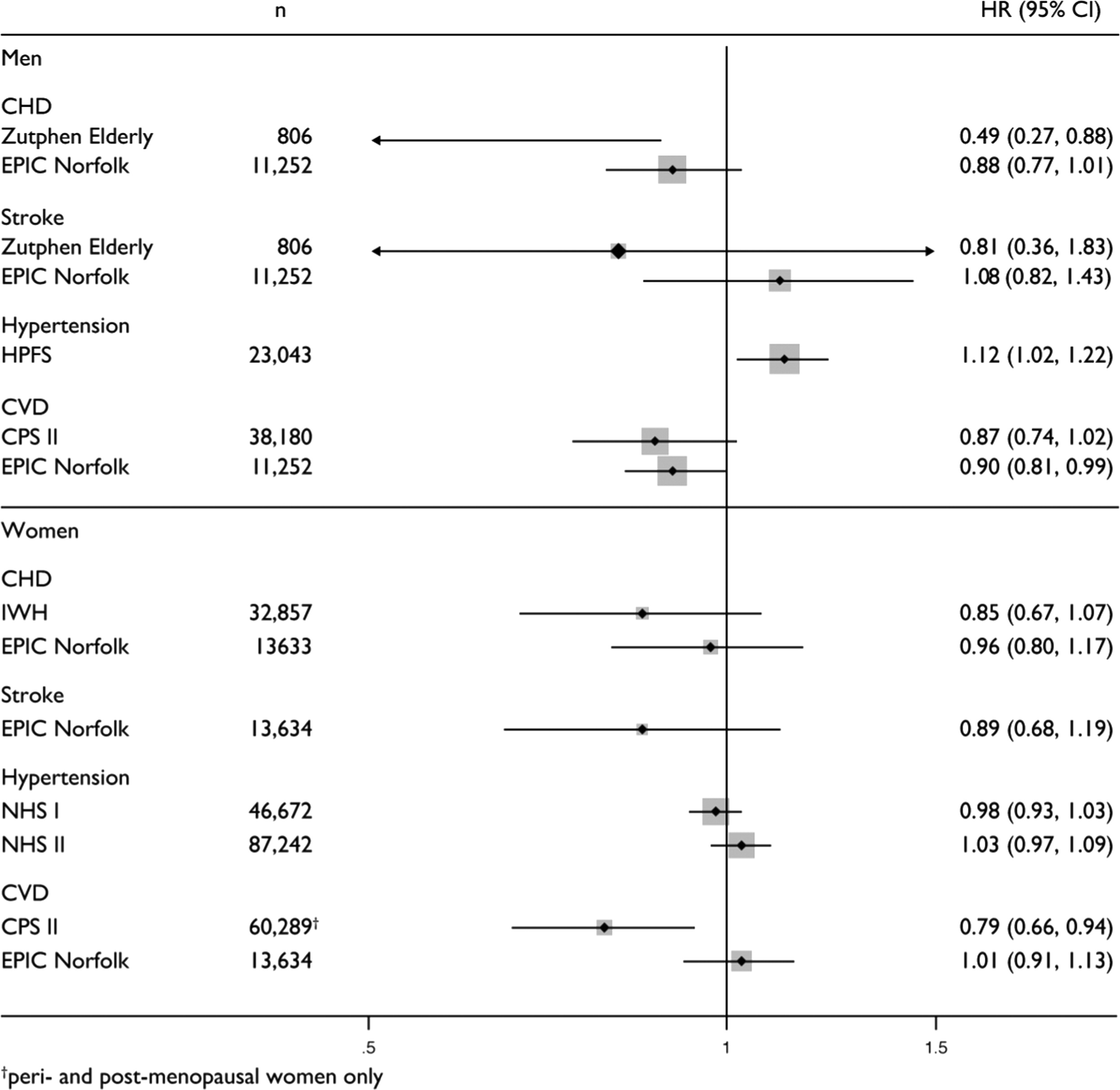
Mối liên quan giữa lượng flavan-3-ol và tỷ lệ mắc bệnh tim mạch trong các nghiên cứu đoàn hệ khác nhau. Dữ liệu so sánh các nhóm dưới cùng và trên cùng của lượng.

Nhiều thế kỷ trước, chất chiết xuất có chứa catechin được cho là hữu ích để điều trị bệnh tim, và ảnh hưởng đến tính thấm của mao mạch đã được thể hiện vào năm 1936. Bằng chứng hạn chế từ các nghiên cứu về chế độ ăn uống chỉ ra rằng catechin có thể có ảnh hưởng đến sự giãn mạch phụ thuộc vào nội mạc có thể góp phần điều hòa lưu lượng máu bình thường ở người. Catechin trà xanh có thể cải thiện huyết áp, đặc biệt là khi huyết áp tâm thu trên 130 mmHg. Do sự trao đổi chất rộng rãi trong quá trình tiêu hóa, số phận và hoạt động của các chất chuyển hóa catechin chịu trách nhiệm cho tác động này trên các mạch máu, cũng như phương thức hoạt động thực tế, vẫn chưa được biết.
Cơ quan an toàn thực phẩm châu Âu xác định rằng flavanol ca cao có ảnh hưởng đến chức năng mạch máu ở người trưởng thành khỏe mạnh bằng cách kết luận: "flavanol ca cao giúp duy trì sự giãn mạch phụ thuộc vào nội mạc, góp phần vào lưu lượng máu bình thường". Dữ liệu từ các nghiên cứu đoàn hệ quan sát đã không cho thấy mối liên quan nhất quán giữa lượng flavan-3-ol và nguy cơ mắc các bệnh về tim mạch.
Một phân tích tổng hợp cũng chỉ ra rằng catechin trà xanh có thể ảnh hưởng tốt đến cholesterol.

## Hiệu ứng thực vật
Catechin được phát hành vào lòng đất bởi một số loài thực vật có thể cản trở sự phát triển của các nước láng giềng, một dạng của allelopathy. Centaurea maculosa, knapweed phát hiện thường được nghiên cứu cho hành vi này, giải phóng các chất đồng phân catechin vào lòng đất thông qua rễ của nó, có khả năng có tác dụng như một loại thuốc kháng sinh hoặc thuốc diệt cỏ. Một giả thuyết cho rằng nó gây ra một loại oxy phản ứng xuyên qua rễ của cây mục tiêu để tiêu diệt tế bào rễ bằng cách tự hủy. Hầu hết các loài thực vật trong hệ sinh thái châu Âu đều có hệ thống phòng thủ chống lại catechin, nhưng rất ít thực vật được bảo vệ chống lại nó trong hệ sinh thái Bắc Mỹ nơi Centaurea maculosa là một loại cỏ dại xâm lấn, không kiểm soát được.
Catechin hoạt động như một yếu tố ức chế nhiễm trùng trong lá dâu tây. Epicatechin và catechin có thể ngăn ngừa bệnh berry cà phê bằng cách ức chế appressorial melanization của Colletotrichum kahawae.